# 마놀로와 마법의 책
《마놀로와 마법의 책》(영어: The Book of Life)는 2014년 공개된 미국의 판타지 모험 코미디 3D 컴퓨터 애니메이션 영화이다. 호르헤 R. 구티에레스가 연출과 공동 각본을 맡았다. 디에고 루나, 조이 살다나, 채닝 테이텀이 세 주인공의 목소리를 맡고, 조연으로 아이스 큐브, 론 펄먼, 케이트 델카스티요, 크리스티나 애플게이트 등이 목소리 출연하였다.
평단으로부터 대체로 긍정 평가를 받았으며, 2015년 제72회 골든 글로브상 장편 애니메이션 작품상 후보에 올랐다.

## 줄거리
망자의 날에 벌로 방과 후에 남아 강제로 박물관에 온 문제아들을 안내원 메리 베스가 맞이한다. 메리 베스는 학생들을 비밀 통로로 이끌어 전 세계 모든 이야기가 담겨있는 "생명의 책"을 보여준 뒤 멕시코 마을 산앙헬의 이야기를 들려준다.
어느 망자의 날에 기억되는 자들의 땅을 지배하는 라 무에르테와 잊혀진 자들의 땅을 지배하는 시발바는 두 소년 마놀로와 호아킨이 마리아의 마음을 얻기 위해 경쟁하는 모습을 보고 내기를 건다. 이들은 마리아가 마놀로와 결혼하면 시발바가 인간 세상에 더는 간섭하지 않고, 마리아가 호아킨과 결혼하면 서로의 지배 영역을 교환하기로 한다. 그러나 시발바는 호아킨에게 "영생의 훈장"을 주는 꼼수를 쓴다. 이 훈장을 차는 사람은 무적이 되고 무한한 용기를 품게 된다.
마리아는 도살 위기에 처한 돼지들을 방생했다가 스페인으로 보내져 숙녀 수업을 받게 된다. 그 사이 훈장의 힘으로 호아킨은 군 영웅이 되고, 마놀로는 가계 전통에 따라 투우사로 훈련을 받지만 실은 음악가를 꿈꾼다. 마놀로가 첫 시합에서 황소에게 이기고도 황소를 죽이길 거부하는 모습을 보고 마을로 돌아온 마리아는 호감을 느낀다. 그러나 아버지와 시장은 호아킨이 산앙헬에 눌러앉아 도적왕 차칼로부터 마을을 지키려면 마리아가 호아킨과 결혼해야 한다고 강요한다.
시발라는 평소 들고 다니는 머리가 두 개 달린 뱀 형상의 지팡이를 살아있는 뱀으로 변하게 한 뒤 지상으로 보내 마리아를 물게 한다. 마리아가 죽었다고 믿고 절망한 마놀로는 마리아와 사후 세계에서 재회하려는 생각에서 시발바에게 죽는 길을 택한다.
기억되는 자들의 땅에서 깨어난 마놀로는 어머니, 조상들과 재회한다. 마리아를 찾기 위해 라 무에르테의 성을 방문한 마놀로는 시발바가 기억되는 자들의 땅의 지배자가 된 것을 알게 된다. 시발바는 마리아가 한 번만 물려서 혼수 상태가 됐을 뿐 죽지 않았고 두 번 물린 마놀로만이 진짜 죽었다는 걸 알려주고, 자신이 시발바의 술수에 당했다는 걸 깨달은 마놀로는 충격을 받는다.
라 무에르테를 찾다가 영혼의 동굴로 도착한 마놀로는 생명의 책를 지키는 "초를 만드는 자"를 만난다. 초를 만드는 자는 생명의 책에 마놀로에게 할당된 자리가 아직 백지이므로 마놀라가 얼마든지 자기 이야기를 스스로 채워넣을 수 있다고 알려준다.
마놀로는 잊혀진 자들의 땅에 가서 현재 시발바의 성에 있는 라 무에르테를 만난다. 라 무에르테는 시발바에게 새 내기를 건다. 시발바가 고르는 과제를 마놀로가 완수하면 마놀로는 현세로 되돌아가고, 마놀로가 실패하면 마놀로는 그대로 잊혀지고 시발바가 두 땅을 모두 지배한다는 조건이다. 이에 마놀로는 그간 산체스 집안에서 죽여온 모든 황소들의 뼈로 이뤄진 거대 황소와 맞서 싸우게 되는데...

## 목소리 출연
- 디에고 루나 - 마놀로 산체스 역
- 조이 살다나 - 마리아 포사다 역
- 채닝 테이텀 - 호아킨 몬드라곤 주니어 역
- 아이스 큐브 - 초를 만드는 자 역
- 론 펄먼 - 시발바 역
- 케이트 델카스티요 - 라 무에르테 역
  - 크리스티나 애플게이트 - 메리 베스 역
- 헥터 엘리존도 - 카를로스 산체스 역
- 아나 데라레게라 - 카르멘 산체스 역
- 대니 트레이호 - 루이스 산체스 역
- 그레이 덜라일 - 할머니 아니타 산체스 역
- 카를로스 알라스라키 - 라미로 포사다 장군(마을 시장) / 달리 / 추이 역
- 플라시도 도밍고 - 호르헤 산체스 역
- 가브리엘 이글레시아스 - 페페 로드리게스 역
- 치치 매린 - 판초 로드리게스 역
- 댄 너바로 - 차칼 역
- 에우헤니오 데르베스 - 차토 역
- 미겔 샌도벌 - 기억되는 자들의 땅 지구 대장 역
- 산드라 에체베리아 - 클라우디아 역
- 에릭 바우자 - 도밍고 신부 / 동굴 안내인 역
- 기예르모 델토로 - 기억되는 자들의 땅 지구 대장의 아내 역